# Sumner Paine
Sumner Paine (13. května 1868 Boston, Massachusetts (USA) – 18. dubna 1904 Boston) byl americký střelec, účastník prvních novodobých olympijských her v roce 1896 v Athénách, olympijský vítěz ve sportovní střelbě. Byl členem Boston Athletic Association (BAA). Před konáním olympijských her byl v Paříži, kde ho navštívil jeho bratr John a společně odjeli do Athén.

## Olympijské hry 1896
Sumner Paine se na hrách v roce 1896 zúčastnil všech tří pistolových disciplín. Současně se svým bratrem Johnem Painem byl vyloučen z rychlopalné pistole, neboť používali zbraně nesprávného kalibru (ráže .22). Oba bratři používali kolty, což byla značná výhoda v disciplíně vojenská pistole, neboť tyto zbraně byly lepší zbraní jejich soupeřů. Sumner skončil druhý s výkonem 380 bodů za 23 zásahů v terči z 30 možných, jeho bratr John zvítězil s výkonem 442 bodů za 25 zásahů. Soupeř na třetím místě získal pouhých 205 bodů. Po vítězství ve vojenské pistoli odstoupil jeho bratr John z disciplíny libovolná pistole na 30 m. Sumner snadno tuto disciplínu vyhrál, když dosáhl stejného počtu bodů, tedy 442, jako jeho bratr ve vojenské pistoli, ačkoli měl o jeden zásah méně (celkem 24 zásahů v terči). Také v této disciplíně soupeři zaostávali, na druhé místo stačil výkon 285 bodů.